# Сан Мајано (Перуђа)
Сан Мајано је насеље у Италији у округу Перуђа, региону Умбрија.
Према процени из 2011. у насељу је живело 260 становника. Насеље се налази на надморској висини од 275 м.